# Troféu HQ Mix de melhor tira nacional
Tira nacional foi uma das categorias do Troféu HQ Mix, premiação brasileira dedicada aos quadrinhos que é realizada pela Associação dos Cartunistas do Brasil (ACB) e pelo Instituto do Memorial das Artes Gráficas do Brasil (IMAG) desde 1989.

## História
As categorias "Tira nacional" e "Tira estrangeira" fizeram parte da primeira edição do Troféu HQ Mix, em 1989, com a finalidade de premiar as melhores tiras cômicas publicadas no Brasil. Em 2003, foi a última vez que foi premiada uma tira estrangeira, passando o Troféu a contar apenas com a categoria voltada aos autores brasileiros. Em 2012, as tiras cômicas online (até então incluídas na categoria "web quadrinhos", mas algumas vezes sendo indicadas junto com as impressas na categoria "tira nacional") passaram a ter categoria própria. As duas categorias são escolhidas por votação entre profissionais da área (roteiristas, desenhistas, jornalistas, editores, pesquisadores etc.) a partir de uma lista de indicados elaborada pela comissão organizadora do evento.
Em "Tira nacional", o autor mais vezes premiado foi Fernando Gonsales, com 11 prêmios (todos para a tira Níquel Náusea). Em seguida, vem Laerte, com dez prêmios (seis para Piratas do Tietê, dois para Striptiras - sendo que em 2005 o prêmio foi compartilhado entre essas duas tiras -, dois para Manual do Minotauro e um para Los Três Amigos, esta última em coautoria com Angeli e Glauco).
Após uma reformulação do Troféu HQ Mix em 2016, a categoria "tira nacional" também foi extinta.

## Vencedores e indicados
| Ano  | Tira                          | Autor                   | Outros indicados | Notas         |
| ---- | ----------------------------- | ----------------------- | --- | ------------- |
| 1989 | Geraldão                      | Glauco                  | | [ 1 ]         |
| 1990 | Níquel Náusea                 | Fernando Gonsales       | | [ 1 ]         |
| 1991 | Níquel Náusea                 | Fernando Gonsales       | | [ 1 ]         |
| 1992 | Níquel Náusea                 | Fernando Gonsales       | | [ 1 ]         |
| 1993 | Los Três Amigos               | Angeli, Glauco e Laerte | | [ 1 ]         |
| 1994 | Níquel Náusea                 | Fernando Gonsales       | | [ 1 ]         |
| 1995 | Níquel Náusea                 | Fernando Gonsales       | | [ 1 ]         |
| 1996 | Família Brasil                | Luis Fernando Verissimo | | [ 1 ]         |
| 1997 | Níquel Náusea                 | Fernando Gonsales       | | [ 1 ]         |
| 1998 | Striptiras                    | Laerte                  | | [ 1 ]         |
| 1999 | Piratas do Tietê              | Laerte                  | | [ 1 ]         |
| 2000 | Aline                         | Adão Iturrusgarai       | | [ 6 ]         |
| 2001 | Aline                         | Adão Iturrusgarai       | | [ 7 ]         |
| 2002 | Níquel Náusea                 | Fernando Gonsales       | | [ 8 ]         |
| 2003 | Piratas do Tietê              | Laerte                  | | [ 2 ]         |
| 2004 | Níquel Náusea                 | Fernando Gonsales       | | [ 9 ]         |
| 2005 | Piratas do Tietê / Striptiras | Laerte                  | | [ 10 ]        |
| 2006 | Piratas do Tietê              | Laerte                  | - Aline, de Adão Iturrusgarai - Animatiras, de Jean Galvão - Mano a Mano, de Luscar - Níquel Náusea, de Fernando Gonsales - Ócios do Ofício, de Gilmar - Vida de Estagiário, de Allan Sieber | [ 11 ] [ 12 ] |
| 2007 | Piratas do Tietê              | Laerte                  | - Aline - Adão Iturrusgarai - Animatiras - Jean - Chiclete com Banana - Angeli - Níquel Náusea - Fernando Gonsales - Ócios do Ofício - Gilmar - Vida de Estagiário - Allan Sieber | [ 13 ] [ 14 ] |
| 2008 | Níquel Náusea                 | Fernando Gonsales       | - Animatiras, de Jean Galvão - La Vie En Rose, de Adão - Malvados, de André Dahmer - Piratas do Tietê, de Laerte - Quadrinho Ordinário, de Rafael Sica - Salmonelas, de Benett | [ 15 ] [ 16 ] |
| 2009 | Níquel Náusea                 | Fernando Gonsales       | - Amely (Pryscila Vieira - PubliMetro) - Chiclete com Banana (Angeli - Folha de S. Paulo) - Mulher de 30 (Cibele Santos - PubliMetro) - Quase Nada (Fábio Moon & Gabriel Bá - Folha de S. Paulo) - Piratas do Tietê (Laerte - Folha de S. Paulo) - Preto no Branco (Allan Sieber - Folha de S. Paulo) | [ 17 ] [ 18 ] |
| 2010 | Malvados                      | André Dahmer            | Eleito pela comissão e pelo júri especial | [ 19 ] [ 20 ] |
| 2011 | Piratas do Tietê              | Laerte                  | - Amely (Pryscilla) - A Vida com Logan (Flávio Soares) - Níquel Náusea (Fernando Gonsales) - Ocre (Gilmar) - Quase Nada (Fábio Moon e Gabriel Bá) - Sic (Orlandeli) | [ 21 ] [ 22 ] |
| 2012 | Manual do Minotauro           | Laerte                  | - Bifaland (Allan Sieber); - Malvados (André Dahmer); - Níquel Náusea (Fernando Gonsales); - Ocre (Gilmar); - Quase Nada (Fábio Moon e Gabriel Bá); - Um Sábado Qualquer (Carlos Ruas). | [ 3 ] [ 23 ]  |
| 2013 | Níquel Náusea                 | Fernando Gonsales       | - Agente Zero Treze (Arnaldo Branco e Claudio Mor) - Manual do Minotauro (Laerte) - Minha Vida Ridícula (Adão Iturrusgarai) - Quadrinhos dos Anos 10 (André Dahmer) - Um Sábado Qualquer (Carlos Ruas) - Valente (Vitor Cafaggi)                                                                      | [ 24 ] [ 25 ] |
| 2014 | Manual do Minotauro           | Laerte Coutinho         | - Chiclete com Banana (Angeli) - Níquel Náusea (Fernando Gonsáles) - Os Passarinhos (Estevão Ribeiro) - Preto no Branco (Allan Sieber) - Quase Nada (Fabio Moon e Gabriel Bá) - Valente (Vitor Cafaggi)                                                                                               | [ 26 ] [ 27 ] |
| 2015 | Malvados                      | André Dahmer            | - A Vida como ela Yeah (Adão Iturrusgarai) - Chiclete com Banana (Angeli) - Manual do Minotauro (Laerte) - Mentirinhas (Fábio Coala) - Níquel Náusea (Fernando Gonsales) - Salmonelas (Benett) | [ 28 ] [ 29 ] |